# GUM (曲)
「GUM」（ガム）は、CORNELIUS（小山田圭吾）が2007年にリリースした、7インチレコードである。翌2008年にリリースした12インチレコードについてもこちらで記す。

## 概要
両作品とも海外リリースで、日本のレーベルからはリリースされていない。またCD化もされていない。　
両レコードに収録されている「Cue」はイエロー・マジック・オーケストラのカバーである。

## 収録曲

### GUM 7インチ
A面
1. Gum

B面
1. Cue

### GUM 12インチ
A面
1. Gum
2. Cue
3. Turn Turn (Cornelius + Ryuichi Sakamoto)
4. Kling Klang

B面
1. Music (English Version by Petra Haden)
2. Music (Japanese Version by Petra Haden)
3. Fit Song (The Books Remix - "eat white paint")
4. Gum (Prefuse 73 Flavor Burst Rock Gum Mix)